# Damaragierzwaluw
De damaragierzwaluw (Apus bradfieldi) is een vogel uit de familie van de gierzwaluwen (Apodidae).
De wetenschappelijke naam is een vernoeming van de Zuid-afrikaanse bioloog Rupert Bradfield.

## Verspreiding
Er zijn twee ondersoorten van deze gierzwaluw:
- A. b. bradfieldi (Zuidwest-Angola en Namibië)
- A. b. deserticola (het noorden van Zuid-Afrika)

Deze gierzwaluw is standvogel in deze regio's.

## Status
De damaragierzwaluw heeft een ruim verspreidingsgebied en daardoor is de kans op de status kwetsbaar (voor uitsterven) gering. De grootte van de populatie is niet gekwantificeerd. Er is geen aanleiding te veronderstellen dat de soort in aantal achteruit gaat. Om deze redenen staat deze Afrikaanse gierzwaluw als niet bedreigd op de Rode Lijst van de IUCN.